# Der Gefangene von Zenda (1922)
Der Gefangene von Zenda ist ein US-amerikanischer Abenteuerfilm von Rex Ingram aus dem Jahr 1922. Der Film basierte auf dem gleichnamigen Roman von Anthony Hope und ist bereits dessen dritte Verfilmung (nach 1913 und 1915). Obwohl Ramón Novarro nur eine Nebenrolle spielte, wurde er auf den Plakaten als erster genannt.

## Handlung
Der Engländer Rudolf Rassendyll ist bei der Krönung des entfernt mit ihm verwandten Rudolf V. von Ruritanien anwesend. Seine Ähnlichkeit mit dem Herrscher fällt Oberst Sapt und Hauptmann Fritz von Tarlenheim auf, die ihn zu einem Treffen mit Rudolf in eine Jagdhütte bringen. Rudolf ist von der Ähnlichkeit amüsiert und lädt Rassendyll zum Abendessen ein. Während des Essens gibt Rupert von Hentzau eine Flasche mit Betäubungsmitteln versetzten Wein ab. Hentzau ist ein Gefolgsmann von Großherzog Michael, dem verräterischen Bruder Rudolfs. Rudolf trinkt die Flasche Wein und ist am nächsten Morgen nicht zu wecken. Oberst Sapt fürchtet, dass im Falle einer Verschiebung der Krönung Michael den Thron usurpieren könnte und überredet Rassendyll Rudolfs Platz einzunehmen.
Als er nach der Krönung wieder mit Rudolf die Rollen tauschen will, ist dieser entführt worden und wird auf Schloss Zenda gefangen gehalten.
Ein Attentäter versucht Rassendyll aus dem Weg zu räumen, ist aber erfolglos. Rassendyll, Sapt und Tarlenheim ziehen los um Rudolf zu retten. Rassendyll gelingt es, Großherzog Michael in einem Schwertkampf zu besiegen und Rudolf zu befreien. Um nicht wegen Hochverrats hingerichtet zu werden, begeht Rupert von Hentzau in auswegloser Lage Selbstmord, indem er sich in einen Wasserfall stürzt.
Rudolf nimmt seine rechtmäßige Position ein, Rassendyll soll eigentlich von Flavia ferngehalten werden, um ihr den Herzschmerz zu ersparen, aber beide treffen sich schließlich doch in einer Hütte. Rassendyll muss der Frau, die er liebt, die bittere Wahrheit sagen fordert sie jedoch auf, mit ihm durchzubrennen. Aus Pflichtgefühl für ihr Land lehnt Flavia ab und Rassendyll muss alleine abreisen.

## Kritik
Der Film erhielt insgesamt mehr positive als negative Kritiken. Die New York Times nannte den Film sehenswert und lobte die Leistung der Schauspieler. Variety nannte den Film einwandfrei.